# Bengești
Bengești – wieś w Rumunii, w okręgu Gorj, w gminie Bengești-Ciocadia. W 2011 roku liczyła 1416 mieszkańców.